# Sanchez-Mira
Sanchez-Mira è una municipalità di quarta classe delle Filippine, situata nella Provincia di Cagayan, nella Regione della Valle di Cagayan.
Sanchez-Mira è formata da 18 baranggay:
- Bangan
- Callungan
- Centro I (Pob.)
- Centro II (Pob.)
- Dacal
- Dagueray
- Dammang
- Kittag
- Langagan
- Magacan
- Marzan
- Masisit
- Nagrangtayan
- Namuac
- San Andres
- Santiago
- Santor
- Tokitok